# Valdemar III. Dánský
Valdemar III. Dánský (1314–1364) byl dánský král v letech 1326–1329 a vévoda šlesvický v letech 1325–1326 a 1330–1364.

## Biografie

### Původ, mládí
Valdemar se narodil jako syn šlesvického vévody Erika II. a jeho manželky Adelheid Holštýnské. V mužské linii byl jako prapravnuk dánského krále Abela pretendentem dánského trůnu.

### Král Dánska
Na dánský královský trůn vstoupil ve věku 11 let v roce 1326 poté, když jeho předchůdce (a posléze i následník), vzdálený příbuzný král Kryštof II. pod tlakem okolností byl nucen uprchnout ze země. Holštýnští a dánští velmoži byli postaveni před nutnost vybrat nového krále a jejich volba padla na jedenáctiletého šlesvického vévodu Valdemara V. – hlavu dynastické linie, počínající dánským králem Abelem, jehož byl prapravnukem. Pro jeho mladý věk byl regentem a poručníkem ustaven jeho strýc v mateřské linii, holštýnský hrabě Gerhard III., který byl nejsilnějším vlastníkem v dánských zemích.
Při korunovaci musel Valdemar – stejně jako svého času Kryštof – podepsat prohlášení, omezující jeho vládu. Byla v něm doplněna nová ustanovení, např. o zničení všech hradů ve Skåne nebo o právu všech dvořanů opevňovat svá sídla. Nejdůležitější v něm bylo tzv. «Constitutio Valdemariana» (Valdemarovo ustanovení), které stanovilo, že vládcem Dánska a jižního Jutska (Šlesvicka) nemůže být současně jedna osoba. Podle tohoto ustanovení předal Valdemar vládu ve Šlesvicku svému strýci Gerhardu III.

### Povstání
Za vlády nedospělého chlapce se Dánsko prakticky nacházelo v rukou velmožů, což budilo silný odpor sedláků – částečně proto, že většina velmožů byli cizozemci, hlavně však kvůli masově jim nakládaným novým daním. Situace vyústila v roce 1328 v selské povstání na ostrově Sjælland. Povstání bylo potlačeno, avšak nedlouho poté (1329) vypuklo jiné, v Jutsku, jehož zvládnutí bylo již obtížnější. Nakonec Gerhardovi III. nezbylo než povolat na trůn opět Kryštofa II.
Valdemar tedy v roce 1329 abdikoval a na dánský trůn se vrátil Kryštof II. Valdemar se stal vládcem jižního Jutska; toto postavení po něm zdědil v roce 1364 jeho mladší syn Jindřich.
V roce 1340 se jediná Valdemarova sestra Helvig provdala za dánského krále Valdemara Atterdaga. Poslední léta svého života vedl Valdemar vůči Dánsku nepředvídatelnou politiku, v níž se střídaly války se spojenectvím.

### Manželství a potomci
Valdemar se oženil s Richardis ze Schwerinu († 1384). Z manželství vzešly dvě děti, oba synové:
- Valdemar (1338–1360);
- Jindřich (1342–1375) – od roku 1364 (po otcově smrti) vévoda šlesvický;